# Sernow (Niederer Fläming)
Sernow ist ein Ortsteil der Gemeinde Niederer Fläming im südlichen Landkreis Teltow-Fläming in Brandenburg. Der Ort gehört dem Amt Dahme/Mark an und war bis zum 31. Dezember 1997 eine eigenständige Gemeinde.

## Lage
Sernow liegt zwölf Kilometer südöstlich der Stadt Jüterbog im Fläming. Die Gemarkung des Ortes grenzt im Norden an die Gemarkung von Riesdorf, im Osten an Waltersdorf, im Südosten an Nonnendorf und Reinsdorf, im Süden an Lichterfelde, im Westen an Werbig sowie im Nordwesten an Fröhden. Westlich von Sernow liegt die Sernower Heide.
Durch Sernow verläuft die Landesstraße 715, von dieser aus sind die zwei Kilometer südwestlich liegende Bundesstraße 102 und die sieben Kilometer nördlich verlaufende Bundesstraße 115 erreichbar.

## Geschichte
Sernow wurde erstmals 1205 urkundlich erwähnt. Der aus dem slawischen stammende Ortsname bedeutet „Siedlung bei der Wassermühle“. Im Jahr 1601 war Sernow aufgrund seiner Lage an der Straße von Jüterbog nach Dahme ein Nebenzollamt von Luckenwalde, bis dieses im Jahr 1680 nach Jüterbog verlegt wurde. 1740 brannte der Ort vollständig ab. Nach dem Wiederaufbau lebten 1830 in Sernow 157 Einwohner, diese Familien waren zehn Bauern, fünf Kossäten, drei Büdner und 34 Hüfner.
Bis 1952 gehörte Sernow zum Landkreis Luckenwalde (bis 1946 Jüterbog-Luckenwalde), danach wurde die Gemeinde in den Kreis Jüterbog im Bezirk Potsdam umgegliedert. Nach der brandenburgischen Kreisreform im Dezember 1993 lag die Gemeinde Sernow im Landkreis Teltow-Fläming. Am 31. Dezember 1997 schloss sich Sernow mit 13 weiteren Gemeinden zu der Gemeinde Niederer Fläming zusammen, die seit Januar 2018 dem Amt Dahme/Mark angehört.

## Sehenswürdigkeiten
Die Dorfkirche Sernow auf dem Dorfanger des Ortes wurde im 14. Jahrhundert als Feldsteinbau errichtet. Der Backsteinturm stammt aus dem Jahr 1887. Anfang der 1950er-Jahre erfolgte eine Sanierung der Dorfkirche.

## Einwohnerentwicklung
| Jahr      | 1875 | 1890 | 1925 | 1933 | 1939 | 1946 | 1950 | 1964 | 1971 | 1981 | 1989 | 1996 |
| Einwohner | 164  | 178  | 175  | 171  | 159  | 277  | 272  | 200  | 183  | 159  | 150  | 138  |

Gebietsstand des jeweiligen Jahres